# Handlungsformen der Verwaltung
Unter den Handlungsformen der Verwaltung ist das Instrumentarium zu verstehen, das der öffentlichen Verwaltung zur Erfüllung ihrer Aufgaben zur Verfügung steht und nach dem ihr Handeln rechtlich einzuordnen ist. Von dieser Einordnung hängen sowohl der im Einzelfall eröffnete Rechtsweg zu den ordentlichen oder den
Verwaltungsgerichten als auch die statthafte Klageart ab.
Prominent vertreten wird auch die Unterscheidung zwischen Rechtsformen und Handlungsformen der Verwaltung. Während Rechtsformen juristische Einkleidungen spezifischer Verwaltungstätigkeiten sind (bspw. Verwaltungsakte, Verwaltungsverträge, Rechtsverordnungen oder Satzungen), wird von Handlungsformen – die wiederum in verschiedene Rechtsformen gegossen werden können – gesprochen bei vertypten, wiederholt feststellbaren Verwaltungsmaßnahmen (bspw. Genehmigung, Widmung oder Hausverbot).

Handlungsformen der Verwaltung

## Allgemeines
Die Verwaltung nimmt öffentliche Aufgaben wahr. Das geschieht durch (sichtbare) Verwaltungsleistung, indem die Verwaltung Zahlungen leistet, Warnungen, Sanktionen, Gebote („sollen“), Verbote („nicht dürfen“) oder Erlaubnisse ausspricht oder Rechtsnormen setzt. Diese Verwaltungsleistungen erbringt sie gegenüber Rechtssubjekten, also natürlichen Personen (Bürger), Personenvereinigungen oder juristischen Personen. Diese Verwaltungsleistungen stellen meist Verwaltungsakte dar, gegen die durch ein Rechtsmittel vorgegangen werden kann.

## Arten

### Öffentlich-rechtlich
Nach öffentlichem Recht erlässt die Verwaltung Rechtsvorschriften wie Rechtsverordnungen, Satzungen oder Verwaltungsvorschriften. Öffentlichem Recht unterliegt außerdem der Vollzug von Gesetzen durch Erlass von Verwaltungsakten und der Abschluss öffentlich-rechtlicher Verträge sowie Handlungen von Behörden, die keinen rechtlichen, sondern einen tatsächlichen Erfolg herbeiführen (schlichtes Verwaltungshandeln durch Realakte).
Öffentlich-rechtliche Streitigkeiten nichtverfassungsrechtlicher Art werden von den Verwaltungsgerichten entschieden (§ 40 Abs. 1 Satz 1 VwGO).

### Privatrechtlich
Soweit ein Handeln nach öffentlichem Recht nicht zwingend vorgeschrieben ist, kann eine Behörde öffentliche Aufgaben auch privatrechtlich erfüllen (Verwaltungsprivatrecht). Dabei besteht Wahlfreiheit sowohl hinsichtlich der Organisationsform als auch hinsichtlich der Ausgestaltung des Benutzungsverhältnisses, etwa beim Betrieb einer öffentlichen Einrichtung. Nach der Zweistufentheorie kann bei einer öffentlich-rechtlichen Organisationsform, beispielsweise in Gestalt einer Anstalt des öffentlichen Rechts das Benutzungsverhältnis dennoch privatrechtlich ausgestaltet sein.
Fiskalisches Handeln der öffentlichen Hand wie die fiskalischen Hilfsgeschäfte, die Vergabe öffentlicher Aufträge sowie die erwerbswirtschaftliche Tätigkeit, um Einnahmen zu generieren (z. B. durch eine staatliche Unternehmensbeteiligung), erfolgen dagegen rein privatrechtlich.
Bürgerliche Rechtsstreitigkeiten gehören vor die ordentlichen Gerichte (§ 13 GVG).

## Überblick
|                           | schlichtes Verwaltungshandeln / Realakte                                                      | Verwaltungsakt                                           | Allgemeinverfügung | Rechtsverordnung | Satzung                                                                                           | öffentlich-rechtlicher Vertrag                 | privatrechtliches Handeln   |
| ------------------------- | --------------------------------------------------------------------------------------------- | -------------------------------------------------------- | --- | --- | ------------------------------------------------------------------------------------------------- | ---------------------------------------------- | --------------------------- |
| Wirkung                   | faktische Auswirkungen                                                                        | konkret-individuell                                      | konkret-generell | abstrakt-generell | abstrakt-generell                                                                                 | rechtlich zwischen Parteien                    | rechtlich zwischen Parteien |
| mögliche Rechtsgrundlagen | divers                                                                                        | § 35 I 1 VwVfG                                           | § 35 I 2 VwVfG | Art. 80 I GG gleichlautende Vorschriften der Landesverfassungen Polizeigesetze | § 10 BauGB                                                                                        | §§ 54 ff. VwVfG                                | v. a. BGB                   |
| Definitionen, Fallgruppen | Handlung ohne Rechtserfolg z. B. Informationshandeln der Verwaltung z. B. unmittelbarer Zwang | Befehlend Gestaltend Feststellend Begünstigend Belastend | Var. 1: Adressatenbezogen (Verwaltungsakt, der sich an einen nach allgemeinen Merkmalen bestimmten oder bestimmbaren Personenkreis richtet) Var. 2: Sachbezogen (Verwaltungsakt, der die öffentlich-rechtliche Eigenschaft einer Sache regelt) Var. 3: Benutzungsregelung (Verwaltungsakt, der die Benutzung einer Sache regelt) | von Exekutivorgan erlassene Rechtsnormen | von Exekutivorgan erlassene Rechtsnorm die jedoch keiner besonderen Ermächtigungsgrundlage bedarf | kommt durch Einvernehmen der Parteien zustande |                             |
| Voraussetzungen           | Zuständigkeit Rechtsgrundlage evtl. Gesetzesvorbehalt                                         | einzelne Voraussetzungen des § 35 S. 1 VwVfG             | einzelne Voraussetzungen des § 35 S. 1 und 2 VwVfG | gesetzliche Ermächtigungsgrundlage erfüllt Folgendes: genügt Bestimmtheitsgebot (Prinzip der Spezialermächtigung) gemäß Rechtsstaatsprinzip in Verwirklichung der Erkennbarkeit für den Bürger zum Zeitpunkt des Verordnungserlasses in Kraft verstößt nicht gegen Parlamentsvorbehalt formelle Voraussetzungen des Art. 80 I GG werden erfüllt materiell besteht eine Übereinstimmung mit Gesetzen und Grundgesetz |                                                                                                   |                                                |                             |
| Beispiel                  | öffentliche Warnungen durch die Verwaltung                                                    | Baugenehmigung                                           | Widmung einer Straße (Var. 2) Verkehrszeichen (Var. 3) | Corona-Bekämpfungsverordnung | Bebauungsplan                                                                                     |                                                |                             |
| Rechtsschutz              | Leistungsklage (auf Unterlassen oder Beseitigung der Folgen), Feststellungsklage              | Anfechtungsklage oder Verpflichtungsklage                | Anfechtungsklage oder Verpflichtungsklage | Normenkontrollantrag, Feststellungsklage | Normenkontrollantrag, Feststellungsklage                                                          |                                                | ordentliche Gerichtsbarkeit |

## Kritik der Handlungsformen
Im Rahmen des Neuen Steuerungsmodells wird die Handlungsform „Erlass von Verwaltungsakten“ aus Gründen der Haushaltskonsolidierung zunehmend in Frage gestellt. Der Staat bedient sich auch andernorts verstärkt privatrechtlicher Handlungsformen, überträgt sogar im Wege der Privatisierung  klassisch hoheitliche Aufgaben auf ein Privatunternehmen wie die Privatisierung der Flugsicherung nach einer Grundgesetzänderung 1992. Der Staat sucht verstärkt die Kooperation mit den Bürgern und handelt in Public Private Partnership, verzichtet auf Regulierung und/oder eigene Kontrolle zu Gunsten privater Fachleute, die die Befugnis zur Zertifizierung erhalten haben, z. B. im Umweltschutz beim Öko-Audit und sucht auch bei Planungsaufgaben den Konsens mit den gesellschaftlichen Akteuren wie beim vorhabenbezogenen Bebauungsplan. Er überlässt ihnen Verantwortung oder bindet sie in seine Entscheidungsfindung ein, so im Rahmen von Good Governance und nach dem Leitbild des aktivierenden Staates.